# Hișîn, Kovel
Hișîn (în ucraineană Гішин) este un sat în comuna Dorotîșce din raionul Kovel, regiunea Volînia, Ucraina.

## Demografie
Componența lingvistică a localității Hișîn
     Ucraineană (99,74%)
     Alte limbi (0,26%)
Conform recensământului din 2001, majoritatea populației localității Hișîn era vorbitoare de ucraineană (99,74%), existând în minoritate și vorbitori de alte limbi.